# Epilobium platystigmatosum
Epilobium platystigmatosum là một loài thực vật có hoa trong họ Anh thảo chiều. Loài này được C.B.Rob. mô tả khoa học đầu tiên năm 1908.